# 마라디 (이탈리아)
마라디(이탈리아어: Marradi)는 이탈리아 토스카나주 피렌체현에 있는 코무네이다. 피렌체로부터 북동쪽 45km 거리인 에밀리아로마냐주와 경계 지점에 위치해 있다.
보르고산로렌초, 브리시겔라, 디코마노, 모딜리아나, 팔라추올로술세니오, 포르티코에산베네데토, 산고덴초, 트레도치오, 비키오 등과 경계를 맞대고 있다.